# Kellé
Kellé es una comuna rural del departamento de Goure de la región de Zinder, en Níger. En diciembre de 2012 presentaba una población censada de 74 425 habitantes, de los cuales 37 428 eran hombres y 36 997 eran mujeres.
La localidad fue fundada a principios del siglo XVIII por Atari Goumsoumi, un príncipe de Bornu. El pueblo permaneció bajo el dominio de la familia de Goumsoumi hasta 1868, cuando fue anexionado al sultanato de Zinder. A principios del siglo XX, los colonos franceses establecieron aquí uno de los mercados rurales de la región. El área está habitada principalmente por kanuris, fulanis y tuaregs.
Se encuentra situada en el centro-sureste del país, unos 35 km al norte de Gouré.